# Inferno - Last in Live
Inferno - Last in Live es un álbum en vivo lanzado por la banda de heavy metal Dio. Fue grabado en el tour Angry Machines entre 1996 y 1997. Fue lanzado en 1998 sobre el sello Mayhem Records. Canciones de la era de Black Sabbath y Rainbow (con Dio) fueron grabadas en el CD en vivo. 

## Lista de canciones

### Disco uno
1. "Intro" – 1:36
2. "Jesus, Mary & the Holy Ghost" (Ronnie James Dio, Tracy G, Jeff Pilson) – 3:27
3. "Straight Through the Heart" (Dio, Jimmy Bain) – 5:48
4. "Don't Talk to Strangers" (Dio) – 6:03
5. "Holy Diver" (Dio) – 4:59
6. "Drum Solo" – 4:02
7. "Heaven and Hell" (Dio, Tony Iommi, Geezer Butler, Bill Ward) – 7:29
8. "Double Monday" (Dio, G, Vinny Appice) – 3:18
9. "Stand up and Shout" (Dio, Bain) – 4:08
10. "Hunter of the Heart" (Dio, G, Appice) – 5:15

### Disco dos
1. "Mistreated"/"Catch the Rainbow" (Dio, Ritchie Blackmore, David Coverdale) – 10:11
2. "Guitar Solo" – 3:39
3. "The Last in Line" (Dio, Vivian Campbell, Bain) – 6:54
4. "Rainbow in the Dark" (Dio, Campbell, Bain, Appice) – 4:56
5. "Mob Rules" (Dio, Butler, Iommi) – 3:37
6. "Man on the Silver Mountain" (Dio, Blackmore) – 2:11
7. "Long Live Rock and Roll" (Dio, Blackmore) – 4:14
8. "We Rock" (Dio) – 5:40
9. "After All (The Dead)" (Geezer Butler/Ronnie James Dio/Tony Iommi) - 6:30

## Personal
- Ronnie James Dio - Voz
- Tracy G - Guitarra
- Larry Dennison - Bajo
- Scott Warren - Teclados
- Vinny Appice - Batería